# Catanduvas (kommun i Brasilien, Santa Catarina)
Catanduvas är en kommun i Brasilien.   Den ligger i delstaten Santa Catarina, i den södra delen av landet, 1 300 km söder om huvudstaden Brasília. Antalet invånare är 9 558.
I omgivningarna runt Catanduvas växer huvudsakligen savannskog. Runt Catanduvas är det glesbefolkat, med 14 invånare per kvadratkilometer.